# Omphalagria hemiochra
Omphalagria hemiochra är en fjärilsart som beskrevs av George Francis Hampson 1910. Omphalagria hemiochra ingår i släktet Omphalagria och familjen nattflyn. Inga underarter finns listade i Catalogue of Life.